# István Joós
István Joós (ur. 27 marca 1953 w Győrze) – węgierski kajakarz. Srebrny medalista olimpijski z Moskwy.
Zawody w 1980 były jego jedynymi igrzyskami olimpijskimi. Zajął drugie miejsce w kajakowych dwójkę na dystansie 1000 metrów, wspólnie z Istvánem Szabó. Na mistrzostwach świata zdobył w drużynie srebro w 1977 w kajakowej czwórce na dystansie 10 000 metrów i w 1981 w dwójce oraz brąz w 1978.